# Popowka (rejon fatieżski)
Popowka (ros. Поповка) – chutor w zachodniej Rosji, w sielsowiecie glebowskim rejonu fatieżskiego w obwodzie kurskim.

## Geografia
Miejscowość położona jest nad Gniłowodczikiem (prawy dopływ Usoży w dorzeczu Swapy), 3 km od centrum administracyjnego sielsowietu (Zykowka), 5,5 km na północny wschód od centrum administracyjnego rejonu (Fatież), 43 km na północny zachód od Kurska, 6,5 km od drogi magistralnej (federalnego znaczenia) M2 «Krym» (część trasy europejskiej E105).
W chutorze znajdują się 3 posesje.
Klimat
Miejscowość, jak i cały rejon, znajduje się w strefie klimatu kontynentalnego z łagodnym ciepłym latem i równomiernie rozłożonymi opadami rocznymi (Dfb w klasyfikacji klimatów Köppena).

## Demografia
W 2010 r. chutor nie był zamieszkany.